# Rafael Estevão Hettsheimeir
Rafael Estevão Hettsheimeir (Araçatuba, 16 giugno 1986) è un cestista brasiliano con cittadinanza spagnola, professionista nella Liga ACB.

## Carriera
Con il Brasile ha disputato i Giochi olimpici di Rio de Janeiro 2016, i Campionati mondiali del 2014 e tre edizioni dei Campionati americani (2005, 2011, 2013).

## Palmarès
- Campionato spagnolo: 1

Real Madrid: 2012-13